# الطب التقويمي العظمي في الولايات المتحدة الأمريكية

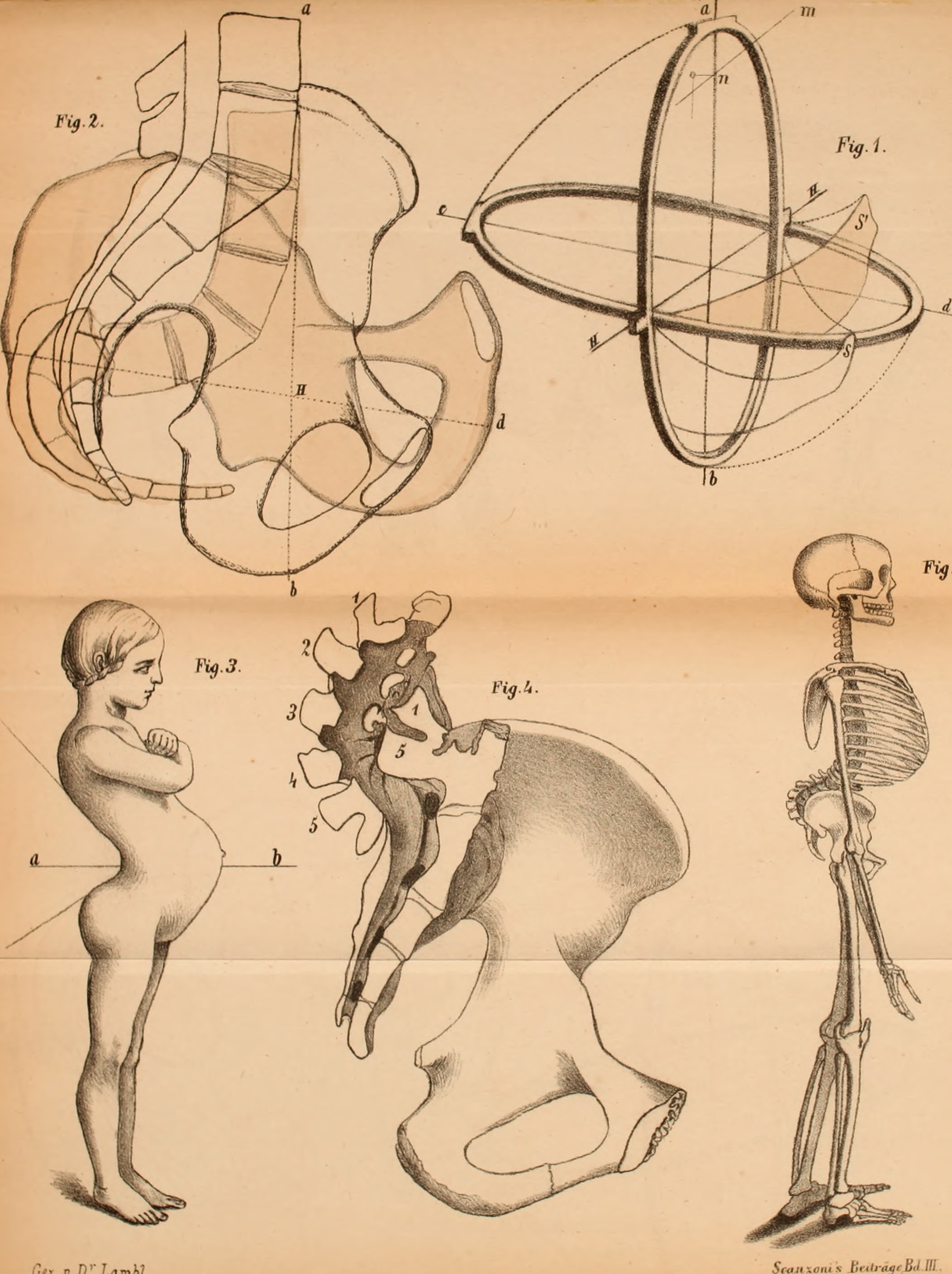
رسم مقطعي يعود لارشيف طب تقويم العظام الأمريكي قديما

الطب التقويمي العظمي هو فرع من المهن الطبية في الولايات المتحدة. المعالجين في تقويم العظام (D.O.s) تعادل أطباء في الطب (M.D.s). ويعتبرون اطباء مرخصين بالكامل (كأطباء) لممارسة الطب والجراحة في جميع الولايات ال 50 ويتم الاعتراف بهم في 65 دولة أخرى، بما في ذلك جميع المحافظات الكندية.
وقد أسس الطبيب الحدودي أندرو تايلور ستيل المهنة كرفض للنظام السائد للفكر الطبي في القرن التاسع عشر. تقوم تقنيات ستيل بالاعتماد على الية التلاعب بالمفاصل والعظام، لتشخيص وعلاج الأمراض، ودعا ممارساته بـ «تقويم العظام». وبحلول منتصف القرن العشرين، أصبحت المهنة قريبة من الطب الرئيسي، واعتمدت مبادئ الصحة العامة والطب الحيوي الحديثة. أصبح «المعالجون في تقويم العظام» الأمريكيون «أطباء عظام»، في نهاية المطاف تحققت لهم كامل الحقوق الممارسة من قبل الاطباء في جميع الولايات ال 50، بما في ذلك خدمتهم في القوات المسلحة الأمريكية كأطباء.
في القرن الحادي والعشرين، أصبح تدريب اطباء تقويم العظام في الولايات المتحدة ما يعادل تدريب أطباء في الطب M.D.s)] ويلتحق اطباء العظام أربع سنوات بكلية الطب يليها تدريب وإقامة لمدة لا تقل عن سنتين. حيث أنها تستخدم جميع الطرق التقليدية للتشخيص والعلاج. على الرغم من أنهم لا يزالون يتدربون على العلاج بالتلاعب بالعظام (OMT)،[والمشتقات الحديثة لتقنيات ستيل، التي تعمل في جميع تخصصات الطب. (OMT) هي المهارة المستخدمة في كثير من الأحيان في الممارسة الاسرية، الطب الرياضي، طب الطوارئ، ولكن (OMT) لا تستخدم عادة في تخصصات مثل الأمراض الجلدية والجراحة، أو غيرها من المجالات التي لا تصلح لمعالجة الجسم بأيديهم.
في الطب الحديث، أي تمييز بين ماجستير في الطب M.D والطب العظمي D.O. زالت باطراد؛ حيث تناقص أعداد خريجي الطب العظمي D.O الذين يدخلون مجالات الرعاية الأولية، وتناقص استخدام تقنية OMT، وتزايد أعداد خريجي العظام الذين يختارون التدريب في برامج الإقامة الغير عظمية. طبيب العظام D.O)) هو طبيب مرخص بالكامل، المريض محوره. ولديه حقوق الممارسة الطبية كاملة في جميع أنحاء الولايات المتحدة وفي 44 بلدا في الخارج.
المناقشات حول مستقبل الطب الحديث كثيرا ما تناقش جدوى الحفاظ على مسارات منفصلة ومميزة وواضحة المعالم لتثقيف الأطباء في الولايات المتحدة.

## قراءة إضافية
- The DO's: Osteopathic Medicine in America, Norman Gevitz, 2004 (2nd Edition), paperback, 264 pages, The Johns Hopkins University Press, ISBN 0-8018-7834-9
- Science in the Art of Osteopathy: Osteopathic Principles and Models, Caroline Stone, Nelson Thornes, 1999, paperback, 384 pages, ISBN 0-7487-3328-0
- An Osteopathic Approach to Diagnosis and Treatment , Eileen DiGiovanna, Lippincott Williams and Wilkins, 2004, hardback, 600 pages, ISBN 0-7817-4293-5